# Lucius Aemilius Paullus Macedonicus

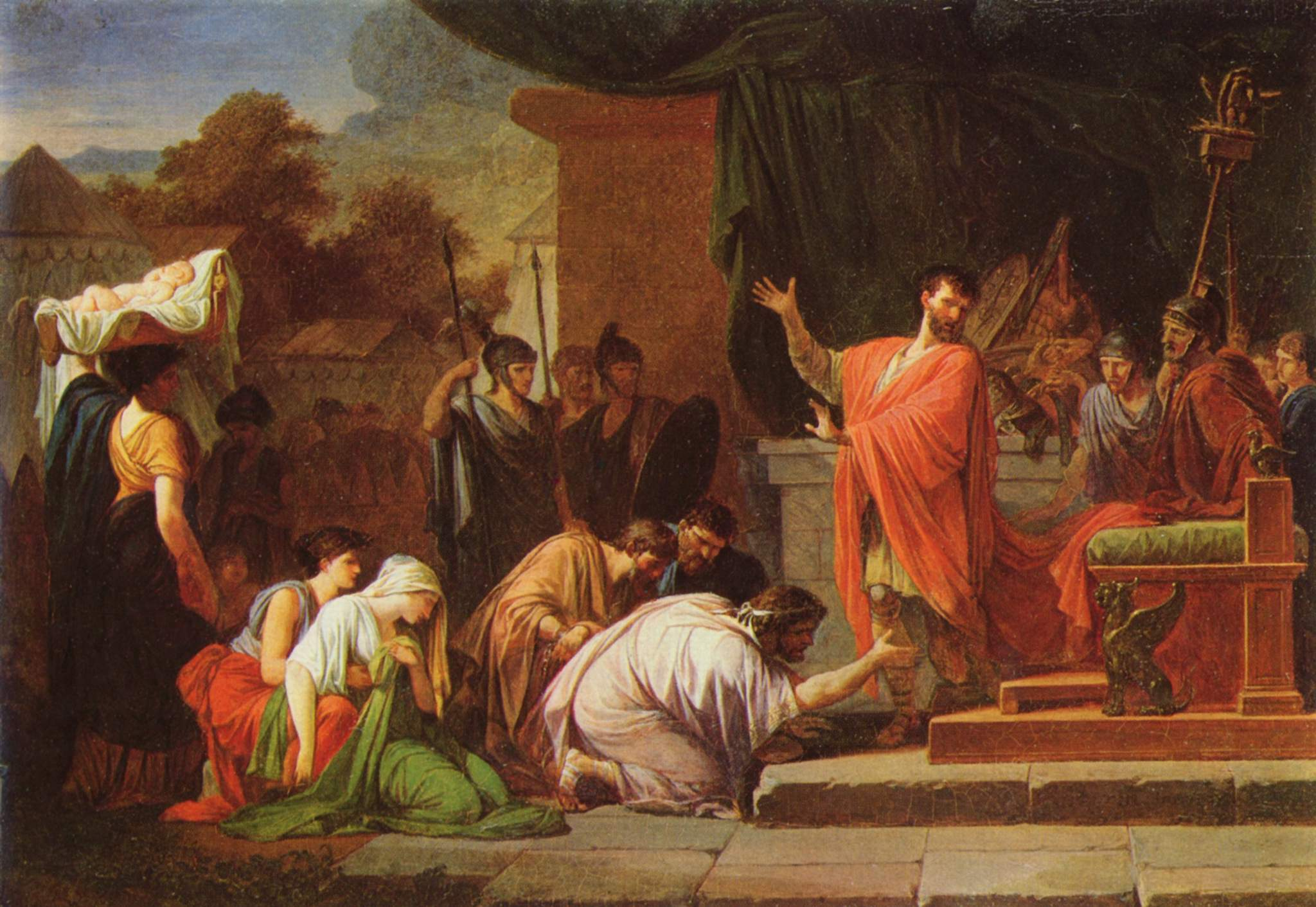
Kung Perseus av Makedonien framför Lucius Aemilius Paullus, målning av Peyron, 1802.

Lucius Aemilius Paullus Macedonicus, född 229 f.Kr., död 160 f.Kr., var en romersk fältherre, som segrade i slaget vid Pydna 168 f.Kr..Han var romersk konsul två gånger och general. Mest känd är han för att ha erövrat Kungariket Makedonien och med det avslutat Antigonidernas styre.

## Familj
Paullus var son till Lucius Aemilius Paullus som är mest känd för sin konsulpost och nederlaget han led vid slaget vid Cannae 216 f.Kr. Familjens hade ett stort inflytande i romersk kultur och politik tack vare en allians med gens Cornelia och ekonomiska möjligheter. Paullus var biologisk far till Publius Scipio Aemilianus (en annan romersk fältherre) som blev bortadopterad enligt romersk sed.